# 有珠善光寺
有珠善光寺（うすぜんこうじ）は、北海道伊達市にある寺院。「善光寺跡」として国の史跡に指定されている。
境内には春は桜から始まりツツジやアジサイ、牡丹など〈花の寺〉として有名。大銀杏など紅葉も楽しめる。

## 歴史
伝承によれば、平安時代の天長3年（826年）比叡山の僧であった円仁（慈覚大師）が胆振国有珠郡に堂宇を建て自ら彫った本尊阿弥陀如来を安置したことが寺の開基とされている。
- 1613年（慶長18年）、松前藩の藩主松前慶広が有珠に如来堂を再興し、阿弥陀如来像を安置して「善光寺」と称した。
- 1638年（寛永15年）、松前家7代家老下国宮内尉慶季が鰐口を奉納。
- 1663年（寛文03年）、有珠山噴火。降灰により家屋が埋没し消失。5名の死者が出る。
- 1666年（寛文06年）、美濃国の僧円空が有珠へ来訪し、善光寺に木造の仏像を奉納する。
- 1704年（宝永元年）、越前国の修行僧正光空念が善光寺を訪れ、大乗妙典法華経一部を奉納（『元録納経記』より）。
- 1716年（享保元年）、津軽今別の本覚寺五世住職であった貞伝が、善光寺に阿弥陀如来像を奉納。
- 1717年（享保02年）、火災が発生し、本堂のみ残る。
- 1726年（享保11年）、磐城国興仁寺住職宝洲が善光寺を訪れ、大乗妙典納経塔を奉納。上総国市原郡古敷谷光明寺の八世住職頓阿和尚が一光三尊阿弥陀如来石仏を寄進。
- 1753年（宝暦03年）、飛騨屋久兵衛の名で善光寺に半鐘が寄進。
- 1804年（文化元年）、徳川家斉が善光寺を含む蝦夷地内の3か寺を官寺に定める（通称「蝦夷三官寺」。他の2か寺は日高国様似郡の等澍院と釧路国厚岸郡の国泰寺）。荘海が初代善光寺住職に任命。
- 1805年（文化02年）、2代目住職鸞洲（らんしゅう）が現在の石割桜を植樹。
- 1817年（文化14年）、辨瑞上人がお経をアイヌ語に翻訳して布教。
- 1822年（文政05年）、有珠山噴火し胆振国虻田郡のアブタコタン全滅。死者・行方不明者103名、役僧らが被災者の救助にあたる。胆振国山越郡ヤムクシナイ（現在の八雲町山越内）に避難。この時建てられた阿弥陀堂が、後の円融寺の前身。
- 1835年（天保06年）、本堂を修復。
- 1836年（天保07年）、庖厨を修復し、有珠へ戻る。
- 1853年（嘉永06年）、有珠山噴火し胆振国山越郡長万部に避難。このとき建てられた堂宇が後の光明山善導寺の前身。
- 1858年（安政05年）、道宇修復し、有珠へ戻る。
- 1897年（明治30年）、鐘楼建設、梵鐘新鑄。
- 1907年（明治40年）、本堂屋根の葺き替え。
- 1919年（大正08年）、地蔵堂完成。
- 1920年（大正09年）、庫裡屋根の葺き替え。
- 1930年（昭和05年）、鐘楼新築工事完了。
- 1936年（昭和11年）、地蔵堂屋根葺き替え。
- 1948年（昭和23年）、地蔵堂畳替えと、本堂増設。
- 1949年（昭和24年）、梵鐘新鑄。
- 1950年（昭和25年）、境内が北海道指定史跡となる。
- 1959年（昭和34年）、本堂、庫裡の土台替え工事。
- 1964年（昭和39年）、有珠郷土資料館落成。
- 1974年（昭和49年）、境内が国の史跡に指定[1]。納骨堂建設。
- 1988年（昭和63年）、本堂、庫裡の修復工事終了。《昭和大改修》念仏堂新設。
- 1990年（平成02年）、地蔵堂の修理工事。
- 2000年（平成12年）、有珠山噴火し一時避難。
- 2005年（平成17年）、版木・経典・文書・器物など62点が「蝦夷三官寺善光寺関係資料」として国の重要文化財に指定[2]。
- 2011年（平成23年）、有珠郷土資料館跡地に宝物館新設[3]。
- 2018年（平成30年）、本堂客殿の茅葺き屋根修復、方丈の間など修復、《平成大改修》
- 2018年（平成30年）、北海道遺産に選定される。

## 境内
本堂
客殿（旧庫裡）
地蔵堂
松前藩が江戸時代に再興した善光寺があった場所で、現在地から南東に約700mの位置にある。
鐘楼

納骨堂
宝物館
有料で完全予約制。200点あまりの寺宝を展示している。
龍神堂

## 行事
- 1月1日：元朝参り
- 2月3日：節分厄除星祭り祈願祭
- 4月8日：春の龍神祭
- 4月中旬：御忌法要
- 7月23日・24日：延命地蔵盆祭
- 8月：盂蘭盆会
- 8月28日：洞爺中島観音（円空仏）並・弁天祭
- 9月17日：豊浦小幌岩屋観音祭
- 9月22日・23日・24日：彼岸・施餓鬼会
- 10月20日：十夜法要
- 11月8日：秋の龍神祭
- 12月31日：除夜の鐘

## 文化財
重要文化財（国指定）
蝦夷三官寺善光寺関係資料 62点（版木17点、文書・記録類22点、経典8点、絵画・器物類15点）
北海道指定有形文化財
釈迦如来立像
円空作仏像聖観音像
伊達市指定記念物
三本杉
イチョウ
石割り桜

## 善光寺自然公園
有珠善光寺の境内の裏山は自然公園になっており、1,000本を超えるサクラやミズナラ、カシワ、イチイ・イチョウ・ツツジなどの木や四季折々の花を楽しむことができる。

## 交通
道南バス「善光寺前」バス停下車徒歩5分
北海道旅客鉄道（JR北海道）有珠駅から徒歩約20分
JR洞爺駅からタクシーで１０分